# Тропическая депрессия 10 (2005)
Тропическая депрессия 10 — десятый тропический циклон в рекордный сезон атлантических ураганов 2005 года. Она образовалась 13 августа из тропической волны, возникшей 8 августа у западного побережья Африки. В результате сильного сдвига ветра, депрессия осталась слабой и не вышла за рамки тропической депрессии. Циклон расформировался 14 августа, хотя его остатки частично способствовали формированию тропической депрессии 12, которая в конечном итоге переросла в ураган Катрина, ставший одним из самых разрушительных ураганов в истории США.

## Метеорологическая история

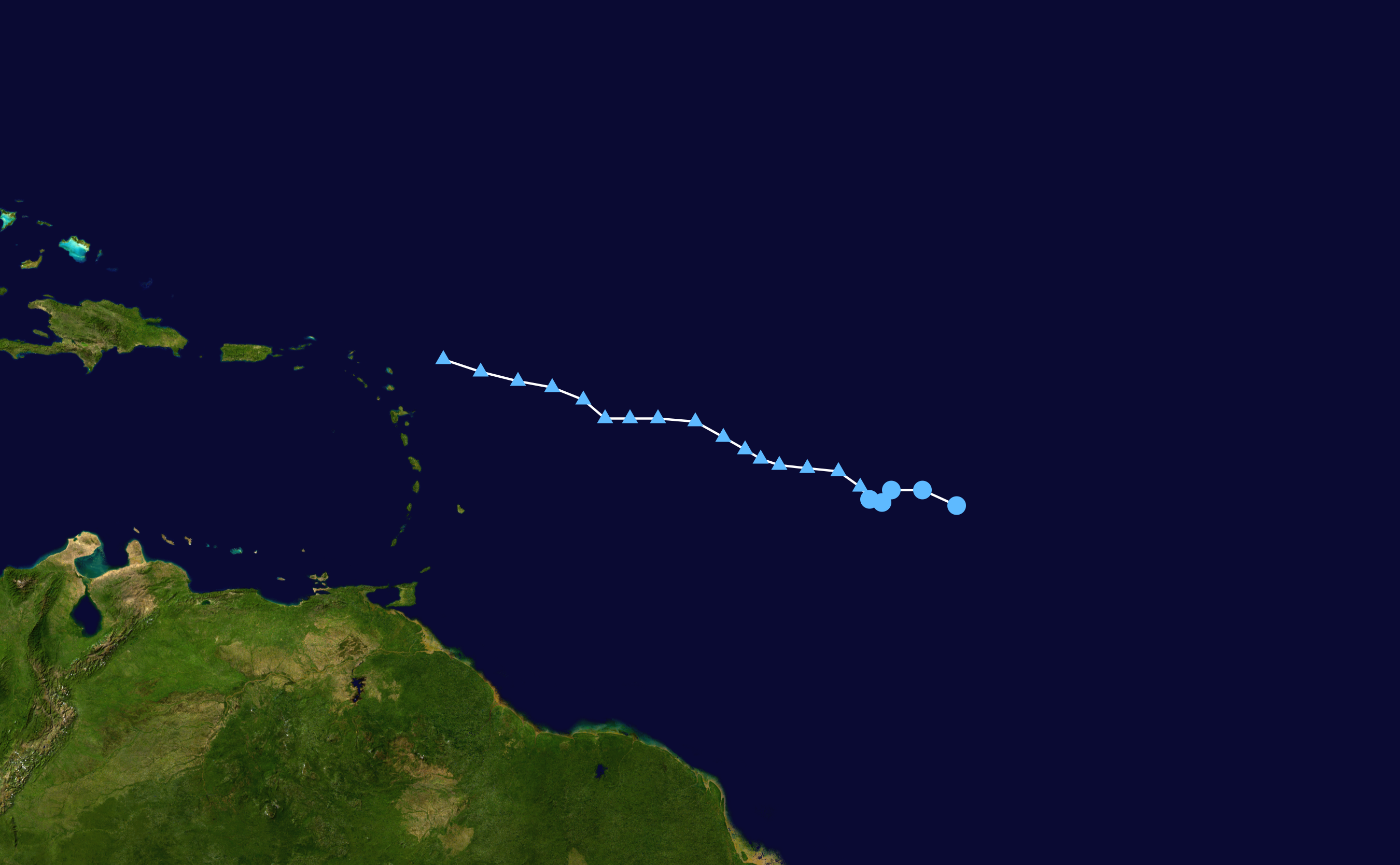
Траектория движения тропической депрессии 10

8 августа тропическая волна вышла в Атлантический океан с западного побережья Африки. Следуя в западном направлении 11 августа волна приобрела организованный характер конвективных потоков и, по оценкам, сформировалась в тропическую депрессию 10 в 12:00 UTC 13 августа. В это время она находилась в 2600 километрах к востоку от Барбадоса. В тот момент, когда циклону было присвоено наименование, он состоял из большой площади грозовой активности с изогнутыми дождевыми полосами и предстоящие прогнозы погоды были далеки от благоприятных. Депрессия хаотично и медленно двигалась на запад и сдвиг ветра помешал депрессии стать существенно сильнее. Поздно вечером 13 августа синоптики из Национального ураганного центра (США) сообщили, что «депрессия начала напоминать уменьшенный ураган Ирен». Ожидалось, что угнетающий депрессию сдвиг ветра смягчится в течение 48 часов,  и это вызвало предположения, что депрессия, в конечном счете усилится до урагана.

Тропическая депрессия 10 13 августа

Однако, к утру 14 августа сдвиг ветра существенно разрушил шторм, отделив центр циклона от грозовых областей. После этого циклон продолжал двигаться на запад. Синоптики спрогнозировали, что он будет двигаться на северо-запад и, из-за антициклона к югу от Бермудских островов, а также ещё одного формирующегося антициклона к  юго-западу от Азорских островов, окончательно ослабнет. К 18:00 UTC 14 августа сильный сдвиг ветра ещё больше ослабил шторм и он перестал удовлетворять критериям для тропического циклона. Он превратился в остаточную зону низкого давления и Национальный центр ураганов выпустил своё заключительное заявление о циклоне. Продолжая перемещаться на запад, он в течение несколько дней ещё демонстрировал отдельные всплески конвективной деятельности, прежде, чем окончательно рассеялся 18 августа.
Энергия, оставшиеся от тропической депрессии 10, помогла сформироваться в 21:00 UTC 23 августа тропической депрессии 12 на юго-востоке от Багамских островов. Стандарты, принятые для нумерации тропических депрессий в Атлантике, предусматривают, что изначальная нумерация сохраняется, если депрессия исчезает и формируется вновь. Однако, в данном случае, спутниковые снимки показали, что в формировании тропической депрессии 12 приняла участие сложная погодная система, состоящая из новой тропической волны в сочетании с остатками тропической депрессии 10, находящейся к северу от Пуэрто-Рико. Повторный анализ показал, что циркуляция низкого уровня тропической депрессии 10 полностью рассеялась, в то время как остаток циркуляции среднего уровня двигался дальше и объединился с новой тропической волной. Тропическая депрессия 12 позже переросла в ураган Катрина.

## Воздействие
В связи с тем, что тропическая депрессия 10 не достигла суши, предупреждение о тропических циклонах не публиковалось. Она не принесла ущерба и не вызвала жертв среди населения, не один корабль не сообщил о ветре штормовой силы, связанном с депрессией. Так как она не достигла силы тропического шторма, то не получила личного имени от Национального центра ураганов.
После того как депрессия расформировалась, часть её энергии способствовала формированию тропической депрессии 12, переросшей позже в ураган Катрина, который достиг 5-й категории по шкале ураганов Саффира — Симпсона и обрушился на Луизиану, приведя к многочисленным разрушениям и став одним из пяти самых смертоносных ураганов в истории Соединённых Штатов.